# Рубникович, Сергей Петрович
Сергей Петрович Рубникович (бел. Сяргей Пятровіч Рубніковіч; род. 18 июня 1974) — ректор Белорусского государственного медицинского университета, главный внештатный стоматолог Министерства здравоохранения Республики Беларусь, член-корреспондент Национальной академии наук Беларуси, доктор медицинских наук, профессор.

## Биография
Родился в Шарковщинском районе Витебской области. В 1996 году окончил стоматологический факультет Минского государственного медицинского института. В 1998 году закончил клиническую ординатуру по специальности «Ортопедическая стоматология» на кафедре ортопедической стоматологии Белорусской медицинской академии последипломного образования. С 1998 года работал ассистентом, а затем (с 2004 года) — доцентом кафедры ортопедической стоматологии БГМУ. С апреля 2013 года по сентябрь 2020 года — заведующий кафедрой ортопедической стоматологии и ортодонтии с курсом детской стоматологии БелМАПО.
В 2002 году защитил кандидатскую диссертацию на тему «Выбор культевой штифтовой вкладки и штифтовых зубов с учётом сохранности стенок каналов корней (экспериментально-клиническое исследование)», а в 2011 году — докторскую диссертацию «Лазерно-оптическая диагностика болезней периодонта и обоснование методов их лечения (экспериментально-клиническое исследование)». В 2015 году присвоено ученое звание «профессор».
С 2020 года занимает должность ректора Белорусского государственного медицинского университета.

## Научная деятельность
Основатель и руководитель научной школы по стоматологии с использованием клеточных и цифровых технологий.
Председатель подкомиссии Республиканской квалификационной комиссии Министерства здравоохранения Беларуси для присвоения квалификационных категорий врачам стоматологического профиля, член проблемной комиссии по стоматологии Министерства здравоохранения Республики Беларусь, действительный член Международной академии стоматологов (ADI) и т. д. Главный редактор Межгосударственного научно-практического журнала «Стоматология. Эстетика. Инновации», член редколлегии журналов «Известия Национальной академии наук Беларуси», «Стоматолог», «Современная стоматология», «Вестник ВГМУ», «Современная ортопедическая стоматология» (Российская Федерация), «Journal of Stomatological Medicine» (Молдова). Председатель совета по защите диссертаций по специальностям: болезни уха, горла, носа и стоматология, заместитель председателя Белорусского республиканского общественного объединения специалистов стоматологии.

## Международные санкции
Летом 2021 года за отчисление студентов БГМУ, участвовавших в протестах 2020 года, был включён в санкционные списки Европейского союза, Швейцарии, Албании, Исландии, Лихтенштейна, Норвегии, Северной Македонии и Черногории.
В июне 2023 года Европейский суд отказался снять санкции ЕС, введённые против Рубниковича.